# Mont Saint-Marcel
Mont Saint-Marcel är ett berg i Franska Guyana (Frankrike). Det ligger i den södra delen av landet, 290 km söder om huvudstaden Cayenne. Toppen på Mont Saint-Marcel är 637 meter över havet.
Terrängen runt Mont Saint-Marcel är huvudsakligen platt, men den allra närmaste omgivningen är kuperad. Mont Saint-Marcel är den högsta punkten i trakten. Trakten runt Mont Saint-Marcel är nära nog obefolkad, med mindre än två invånare per kvadratkilometer. Det finns inga samhällen i närheten. I omgivningarna runt Mont Saint-Marcel växer i huvudsak städsegrön lövskog.